# アワード (アマチュア無線)
アマチュア無線におけるアワード（英語：Award）とは、交信（QSL）、傍受（SWL）したアマチュア局が、交信した地域や局数など一定の条件を満たした場合に交付される与えられる証明書・認定書である。 

## 概要
各国のアマチュア無線団体のほか、アマチュア無線のクラブや個人、出版社や新聞社などが発行しており、無線業務における長期的な目標（楽しみ）として愛好されている。アワード発行者が定めた条件に合った交信(傍受)成功させ、自身により申請する賞状である。申請には通常、申請料を必要とする。
アマチュア無線における交信（QSL）、傍受（SWL）の証明として、相手局が発行した QSL、SWLのカードを受領（所有）する事が条件となる場合があったが、近年ではJARLが主催するコンテストアワードのように必要とされていない場合もある。
アワード取得するのに交信（傍受）が難しい地域の通信証明を得る為に、送受信の設備を強化したり、自ら交信（傍受）を達成しやすい場所に移動して運用する事もある。
アワードには、交信（傍受）時の各種条件（周波数、電波型式、空中線電力など）を特記事項として付けられる場合もあり、難易度が高い条件で収得した事を意味する。また発行番号1番のアワードの取得も栄誉として称えられる事も有る。

## 規約
アワード毎に細部は異なるので共通的なものを掲げる。時期によっても異なることがあり申請時には規約を確認すること。
運用場所
移動運用すれば容易に達成することができるものがあるので、公平を期すため運用場所は制限される。なお、運用場所は自己宣誓するものであり相手局や第三者が証明するものではない。（QSLカードには自局の運用場所のみ記入すればよく、相手局の運用場所の記入は不要である。）
交信日
その国・地域でアマチュア無線が法制上認められた日、発行団体の設立日や規約制定日などの事由による日以降が有効となる。

### QSLカードの審査
次のような方法がある。
発行者への提出
申請書に同封し発行者が確認する。
所持証明書
他のアマチュア無線家又はクラブなどの第三者が所持することを確認した証明書を添付する。この証明をGCR(General Certificate rule)という。
自己宣誓
申請書の宣誓欄で所持することを宣誓する。

## 各国のアワード

### 日本
日本アマチュア無線連盟(JARL)が発行するアワードは次の種類がある。
- AJD：国内の10コールエリア（総合通信局管轄地域）の各1局と交信
- WAJA：国内の47都道府県の各1局と交信
- JCC：国内の異なる市（100-800市まで100刻み）と交信　全市交信完了でWACAとなる。
- JCG：国内の異なる郡（100-500郡まで100刻み）と交信　全郡交信完了でWAGAとなる（CountyではJCCと区別が付かなくなるので「Gun」―グン表記）。
- WAKU：政令指定都市の全行政区と交信
- AJA：2以上のアマチュアバンドを使用して、国内の異なる1000局と交信。基本条件達成後は追加のステッカーが発行される。
- 10MHz-100、18MHz-100、24MHz-100：各アマチュアバンドで異なる100局と交信
- WARC-1000：WARCバンド（10、18、24MHz）で異なる1000局と交信
- 50MHz-100、144MHz-100、430MHz-100：各アマチュアバンドで異なる100局と交信
- 1,200MHz-10、2,400MHz-10、5,600MHz-10、10GHz-10、24GHz-10、47GHz-10、75GHz-10：各アマチュアバンドで異なる10局と交信。以降50、100、200、300、400、500局とある。
- V・U-1000：50～2400MHz（VHF、UHF）で1000局と交信
- ADXA、ADXA-HALF：アジア州の異なる30（HALFは15）エンティティ（後述のDXCCに定める地域）と交信
- WASA：異なるスクエア（グリッド・ロケーターの先頭4桁）100局と交信
- JARL Stationsアワード：JARLが開設する局（5、20、50、100局）と交信
- 全日本10000局アワード
- 全世界10000局アワード（全日本と共に読売新聞社から継承）

申請条件は次のとおり。
- 一部を除き1952年（昭和27年）7月29日以降の交信が有効。日本において第二次世界大戦後アマチュア無線が再開され、初めて免許された日であり日本国内のアワードはこの日以降の交信を有効とするものが多い。
- 2005年（平成17年）4月から自己宣誓（従前は会員2名によるGCRが必要）となった。
- 2010年（平成22年）4月から日本の局は日本国内（従前は原則として同一都道府県内）の陸上からの交信に限る。日本以外の局は同一エンティティからの交信に限る。

#### その他のアワード
- JARL全日本10,000局アワード、JARL全世界10,000局アワード - 前者は日本の、後者は全世界の10000局と交信。単に10000局との交信ではなく、前者は47都道府県を12組、後者は南極を含む7大陸、ITUゾーン70ゾーン、DXCC200エンティティを含んでいる必要があり、非常に難易度が高い。元々は読売新聞社が「よみうり全日本10,000局アワード」「よみうり全世界10,000局アワード」の名称で1969年から発行していたが、2020年に終了となった。2021年3月からJARLが継承することとなった[3]。
- 道の駅アワード：道の駅での移動運用局との交信または道の駅で移動運用して交信 久慈サンキスト倶楽部発行
- 湯けむりアワード：温泉地での移動運用局との交信 アマチュア無線クラブグループ友発行
- 綴り字を用いたもの：行事名、地域の特産などに関する単語をコールサインの指定した文字（末尾の文字（テールレター）が多い。）で綴るもの。条件が容易なので多数の発行者がある。
- 岡山市全区交信賞 : 岡山市内各行政区で運用する局との交信。数少ない申請料(送料含む)完全無料のアワード。岡山アワードハンターズグループ発行。
- 岡山県31交信賞 : 岡山県内で運用する31局との交信。これも「岡山市全区交信賞」と同じく申請無料。岡山アワードハンターズグループ発行。

### アメリカ合衆国
- DX Century Club(DXCC)：全世界の陸地をエンティティ(entity)（主権国家及びその海外領土、独立地域、帰属国未定地を指す。1998年まではカントリー(country)と呼ばれていた。）という地域（国際連合加盟国やISO 3166-1の国名コードより多い。政治情勢によっても変動する。）に分け、100エンティティ以上の無線局と交信する。賞状はこのクラブの会員証を兼ねている。以降は、交信エンティティが一定数増すごとにステッカーが発行され、現存エンティティの全部交信まで残り10となるとオナーロールメンバー（名誉会員）登録がされる。アメリカ無線中継連盟(ARRL)が発行。
  - アマチュア無線家が常在しない僻地や孤島からの運用をDXペディションと呼ぶ。このような運用が行われること自体、エンティティ数がアマチュア無線家にとってステータス、自慢の一つであるからで、JARLでも「DX（遠距離通信）アワードでは人気実力ともナンバー１」と紹介している。
- Worked All States（英語版）(WAS)：米国50州の無線局と交信。アメリカ無線中継連盟(ARRL)が発行。
- Worked All Continents（英語版）(WAC)：世界の6大陸の無線局と交信。国際アマチュア無線連合(IARU)が発行。
- Worked All Zones（英語版）(WAZ)：世界を40のゾーン(CQゾーン)に区切り、全てのゾーンの無線局と交信。CQ Amateur Radioが発行。

### イギリス
- IOTA(Islands on the Air)：世界の100島以上と交信 英国アマチュア無線連盟(RSGB)発行